# Requena de Campos
Requena de Campos is een gemeente in de Spaanse provincie Palencia in de regio Castilië en León met een oppervlakte van 13,18 km². Requena de Campos telt 21 inwoners (1 januari 2016).

## Demografische ontwikkeling
Bron: INE, 1857-2011: volkstellingen